# Haflinger
För terrängfordonet Haflinger, se Steyr-Puch Haflinger.
Haflingern är en hästras som härstammar från Sydtyrolen i Italien under den tid som området tillhörde dubbelmonarkin Österrike-Ungern. Rasen har fått sitt namn från byn Hafling. Haflingern kännetecknas av sin färg. Den är oftast så kallad "flaxfux" i olika nyanser med ljust till nästan vitt tagel. Haflinger är populär som allroundhäst och passar till både ridning och körning.

## Historia
Haflingerns historia börjar för många hundra år sedan, men rasen definierades 1898. Rasen har sin hemvist i Sydtyrolen kring byn Hafling i Jenesiensom gett rasen dess namn. Området tillhörde dubbelmonarkin Österrike-Ungern fram tills efter första världskriget då det förlorades till Italien. I Sydtyrolen har det sedan flera hundra år funnits små energiska bergshästar med orientalisk uppblandning. Ända fram till 1868 var haflingerns härkomst väldigt dåligt dokumenterat men troligtvis har de gamla bergsponnyerna korsats med både orientaliska, ädla fullblodshästar, samt grövre kallblodshästar. 
År 1868 började man dock dokumentera aveln mer noggrant när man korsade in hingsten El Bedavi XXII. El Bedavi importerades från Arabiska halvön av en österrikisk kommission. El Bedavi fick stå som avelshingst. Alla haflingerhingstar tillhör någon av de sju (7) blodslinjerna inom halfingerrasen. El Bedavis son, 249 Folie, född 1874, räknas som haflingerrasens stamfader. Blodslinjerna kallas A efter Anselmo, B efter Bolzano, M efter Massimo, N (och H) efter Nibbio, S efter Stelvio, St efter Student och till sist W efter Willi, alla dessa var ättlingar till Folie.  
Även den tyngre och kraftigare kallblodshästen Noriker korsades in i viss mån för att få styrka. Även den speciella färgen gick i arv från Norikerhästarna. 1898 godkändes haflingern som en officiell ras i Österrike. Redan 1904 bildades den första avelsföreningen i Mölten, Sydtyrolen. 

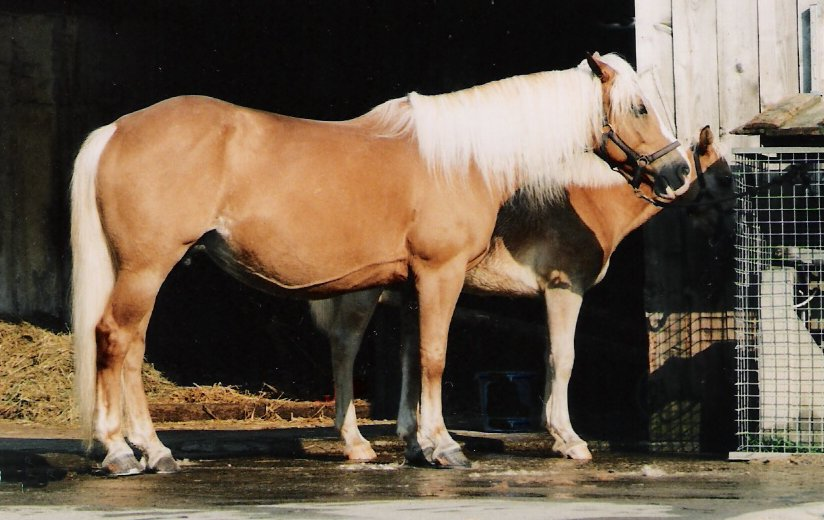
Den fuxfärgade hårremmen med den ljusa manen och svansen är haflingerns främsta kännetecken.

Vid freden efter 1:a världskriget 1919 tillföll Sydtyrolen Italien vid Saint-Germain-föredraget. Haflingeraveln fick först stora problem. Stona stod i Sydtyrolen, Italien, och hingstarna befann sig i Stadl Paura nära Wien i Österrike. Eftersom betäckningssäsongen officiellt var över vid fredsslutet stod enbart 4 avelshingstar kvar på statsstuteriet i Österrike och den enda hingsten som var representant för S-linjen efter Stelvio stod i Italien. 1921 bildades dock en avelsförening i Nordtyrolen. Den första stamboken för haflinger upprättades i Italien 1931 och i Nordtyrolen 1938. Kring 1930 lyckades Nordtyrolen importera 100 ston från Sydtyrolen. 
Efter andra världskriget tog Otto Schweisgut (1920-2007), avelsledare i Nordtyrolen, Österrike, initiativet till en ordnad avel. År 1957 slöts den Nordtyrolska stamboken och 1978 den Italienska. Otto Schweisguts son, Hannes Schweisgut, ledde aveln i Nordtyrolen intill år 2011. Haflingerns historia i Sydtyrolen har beskrivits i "Chronik,  über 100 Jahre Haflinger Pferdezucht am Tschöggelberg". Otto Schweisgut skrev en serie böcker om haflingerrasen, Haflinger Pferde, där han ingående beskrev haflingerns historia, och Hannes utvidgade denna i sin bok "Das goldene Pferd mit dem goldenen Herz". 
1975 bildades Världshaflingerförbundet (WHV) med Otto Schweisgut som president. Förbundet hade ingen officiell status.  
Italien (Sydtyrolen), Tyskland och Frankrike har på 2000-talet bildat det Europeiska Haflingeravlarförbundet (EHV). EHV anordnar vart annat år Europachampionat för haflinger med dressyr, banjhoppning, fälttävlan, körning, galopp- och travtävlingar. EHV avvecklade sin verksamhet 2015.
Sedan hösten 2011 har Nord- och Sydtyrolen förhandlat om ett närmande. I februari 2013 bildade de, tillsammans med övriga Europeiska och Nordamerikanska avelsorganisationer, "Haflinger Welt Zucht und Sport Vereinigung" (HWZSV) ("Haflingervärldsavels- och sportförbundet"), som ersätter det gamla Världshaflingerförbundet. 
I Sverige registreras haflinger av Svenska Hästavelsförbundet åt rasföreningen Svenska Haflingerföreningen, SHF. Svensk Tyroler-haflingeravel, STH, är en del av Nordtyrolens avelsförening "Haflinger Pferdezuchtverband Tirol", HPT, som registrerar och avelsvärderar hästarna.  
Idag finns det ca 250 000 registrerade haflingerhästar globalt, varav 1575 är registrerade i Sverige (april 2015).

## Egenskaper

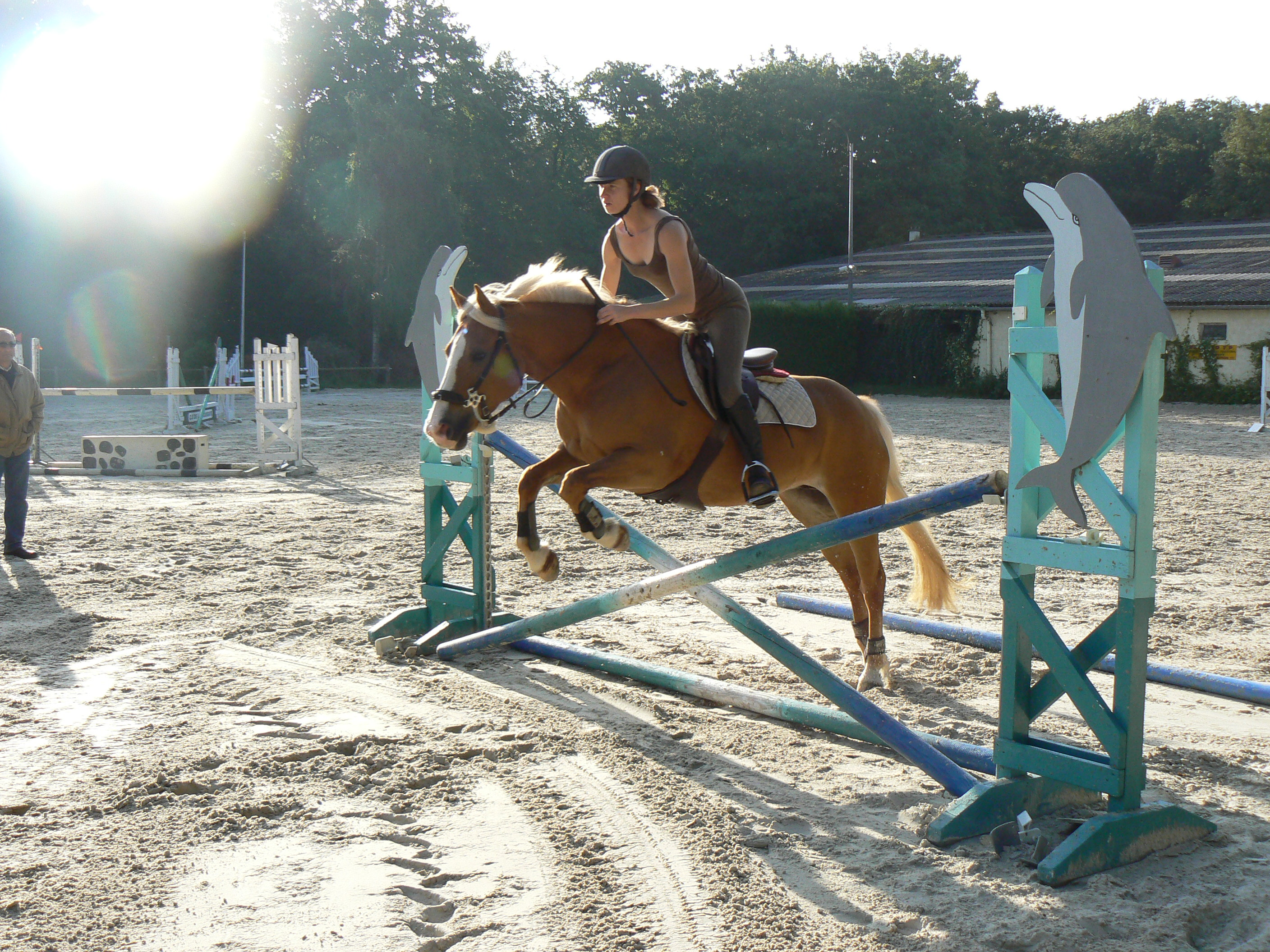
Haflingern är en utmärkt allroundhäst som är populär för sin färg och sitt stabila temperament.

Haflingern är alltid fux med ljus man och svans, så kallat flaxfux vilket är dess starkaste karaktärsdrag.
Bläs är vanligt hos de flesta haflingerhästar medan andra vita tecken inte är önskvärda, men förekommer. Ursprungligen var haflingern rid- och packhäst i Sydtyrolen, men aveln tar sikte på en allround fritidshäst som används för alla former av ridning och körning.
Haflingern är en seg bergshäst, säker på foten och robust. Temperamentet skall vara mycket gott. Huvudet skall vara trekantigt, uttrycksfullt. Ögonen är stora och vänliga. Öronen ska vara små och rörliga. Benen är ofta något korta och ryggen är bred med en muskulös bakdel. Bogen är kraftfull och bröstet har ett bra djup. Mankhöjden skall vara minst 137 cm enligt Italiens-Sydtyrolens stambok (ursprungsstambok för SHF), medan Nordtyrolen föreskriver mint 140 cm (ursprungsstambok för STH). Trots den ringa höjden så är haflingern en mycket stark liten häst (tyska Kleinpferd = småhäst) som kan bära stora, kraftiga ryttare utan problem. Man och svans är kraftiga och tjocka och växer sig ofta väldigt långa. Haflinger har ofta markerat hovskägg.
Hingstar döps nästan alltid med namn som börjar på samma bokstav som pappans namn, medan ston i många länder döps med samma bokstav som sin mamma. Detta är dock ingen lag. Men för att få räknas som haflinger och kunna stambokföras krävs det att hästen har högst 1,563 % ox. Endast arab är tillåten.  
Haflingern är för det mesta lugn och sällskaplig. Den är samtidigt energisk, arbetsvillig och en utmärkt familjehäst som passar inom de flesta ridsporter och även till nöjesridning och körning.

## Avelignese
Det italienska namnet på byn Hafling är Avelengo, därav det italienska namnet på haflinger, avelignese.

## Edelbluthaflinger

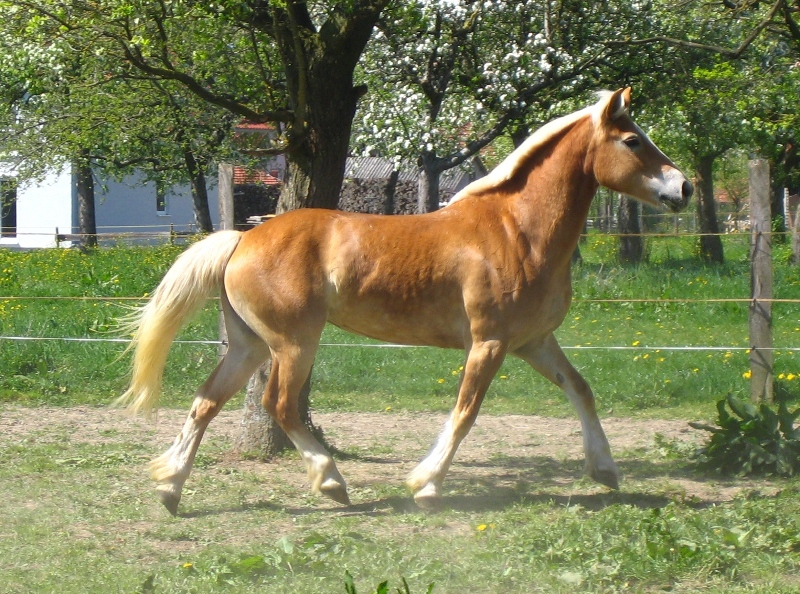
Edelbluthaflinger

Haflingern har alltid varit populär i Tyskland och bland annat i Bayern har man sedan många decennier korsat in arabiska fullblod. Avkomman hänförs sedan 10 år till den nya rasen "Edelbluthaflinger" (Ädelblodshaflinger). 
Många edelbluthaflinger har de senaste decennierna importerats till Sverige. De har till helt nyligen haft identitetshandlingar som anger haflinger som ras. Det är viktigt att vara medveten om detta eftersom de flesta svenska uppfödare önskar icke korsade haflinger. Edelbluthaflinger kan numera registreras som en egen ras, men i Tyskland av samma stambokskontor som registrerar haflinger. Edelbluthaflinger skall ha mer än 1,56 % och högst 25 % ox. Om avkomman genom korsning med haflinger får mindre än 1,563 % ox kan den inte registreras som haflinger och inte som edelbluthaflinger. Hästar med över 25 % ox får inte heller registreras som edelbluthaflinger. Korsning med andra raser är inte tillåtet. Det finns en svensk förening, "Svenska Föreningen för Edelbluthaflinger", (SFEH).